# Mỏ Chè
Mỏ Chè là một phường trung tâm của thành phố Sông Công, tỉnh Thái Nguyên, Việt Nam.

## Địa lý
Phường Mỏ Chè nằm ở trung tâm thành phố Sông Công, có vị trí địa lý:
- Phía đông giáp phường Bách Quang
- Phía tây giáp phường Châu Sơn
- Phía nam giáp phường Thắng Lợi
- Phía bắc giáp phường Châu Sơn.

Phường Mỏ Chè có diện tích 1,62 km², dân số năm 2022 là 7.336 người, mật độ dân số đạt 4.528 người/km².

## Lịch sử
Ngày 9 tháng 9 năm 1972, Bộ trưởng Phủ Thủ tướng ban hành Quyết định số 41-BT về việc thành lập thị trấn Mỏ Chè thuộc huyện Phổ Yên trên cơ sở một phần diện tích và dân số của xã Thắng Lợi.
Ngày 11 tháng 4 năm 1985, Hội đồng Bộ trưởng ban hành Quyết định số 113-HĐBT về việc thành lập phường Mỏ Chè thuộc thị xã Sông Công trên cơ sở một phần diện tích và dân số của thị trấn Mỏ Chè.
Ngày 15 tháng 5 năm 2015, Ủy ban Thường vụ Quốc hội ban hành nghị quyết số 932/NQ-UBTVQH13 về việc thành lập thành phố Sông Công thuộc tỉnh Thái Nguyên. Phường Mỏ Chè trực thuộc thành phố Sông Công.
Phường Mỏ Chè có 12 tổ dân phố như hiện nay.

## Kinh tế - xã hội
Trên địa bàn phường có chợ trung tâm (còn gọi là chợ Mỏ Chè) là một chợ lớn trên địa bàn thành phố, có 1 trạm y tế và 6 trường học, trong đó có một trường tiểu học là Trường tiểu học Mỏ Chè và một trường THCS là Trường THCS Nguyễn Du.